# Up All Night (Slaughter)
Up All Night è una canzone del gruppo musicale statunitense Slaughter, estratta come primo singolo dal loro album di debutto Stick It to Ya nell'aprile del 1990. Ha raggiunto la posizione numero 27 della Billboard Hot 100 e la numero 21 della Mainstream Rock Songs negli Stati Uniti.

## Tracce
7" Single NR 23486
1. Up All Night – 4:17
2. Eye to Eye – 3:57

12" Single CHSP 123556
1. Up All Night
2. Eye to Eye
3. Stick It to Ya Medley

## Classifiche
| Classifica (1990)             | Posizione massima |
| ----------------------------- | ----------------- |
| Regno Unito                   | 62                |
| Stati Uniti                   | 27                |
| Stati Uniti (mainstream rock) | 21                |